# ولی‌آباد (قروه)
ولی‌آباد (قروه)، روستایی از توابع بخش چهاردولی شهرستان قروه در استان کردستان ایران است.

## جمعیت
این روستا در دهستان چهاردولی غربی قرار دارد و براساس سرشماری مرکز آمار ایران در سال ۱۳۸۵، جمعیت آن ۱۲۵ نفر (۲۹خانوار) بوده‌است.درامد اصلی این روستا دامداری و کشاورزی است محصولات اصلی این روستا خیار،گندم،یکی از بهترین مناطق تفریحی با داشتن مراتع فراوان چشمه‌های خروشان وباغات فراوان می‌باشد.همچنین منطقه حفاظت شده بدروپریشان بادارابودن انواع حیوانات مختلف بعلاو رودخانه چم شور از این کوه‌ها سرچشمه میگیرد.